# Miroslav Adámek (automobilový závodník)
Miroslav Adámek (* 18. srpna 1939 Praha) je český automobilový závodník a podnikatel. Proslavil se jako úspěšný závodní jezdec v 70. a částečně v 80. letech 20. století, kdy vévodil závodům československého mistrovství závodů automobilů na okruzích i do vrchu. V druhé polovině 80. let 20. století působil úspěšně v tehdy velmi populárním závodním okruhovém šampionátu - Interserie. V roce 2013 se stal mistrem Evropy v závodech historických automobilů do vrchu. Miroslav Adámek získal za svoji závodní kariéru celou řadu prestižních ocenění v oblasti motoristického sportu.

## Život
Narodil se v Praze - Modřanech v roce 1939 jako třetí dítě do rodiny, která provozovala autoopravárenskou dílnu. Jeho otec František Adámek založil tento rodinný autoservis v roce 1934.
Měl starší sourozence - sestru Zdeňku a bratra Bohumila. Jeho bratr závodil v automobilových závodech v letech 1952-1957 a Miroslav se s ním několika závodů zúčastnil jako doprovod a tím poznal prostředí automobilových závodů.
V roce 1954 se vyučil nástrojařem. Živil se tedy jako nástrojař a přivydělával si v původním rodinném autoservisu, který byl z vlastnictví jeho rodiny zestátněn v roce 1948. V roce 1964 přišla nabídka pro modřanský autoservis na opravování vozů značky NSU a tím začala pro Miroslava spolupráce s touto tehdejší německou automobilkou, která poznamenala jeho následující pracovní život i závodní činnost.
Miroslav Adámek se v mládí věnoval házené, sjezdovému lyžování a lednímu hokeji.
V roce 1990 se stal opětovně majitelem modřanského autoservisu, který provozoval jako prodejce a poskytoval servis automobilové značky Škoda či koncernovým vozům Volkswagen.

## Závodní kariéra

### Závodní začátky (1970-1976)
Miroslav Adámek spojil svoji závodní kariéru se závody automobilů do vrchu a na okruhu. Jeho závodní počátky jsou datovány na rok 1970, kdy se závodů začal účastnit s cestovním vozem NSU TT Prinz 1000, který získal během své pracovní stáže v Německu v roce 1968-1969.

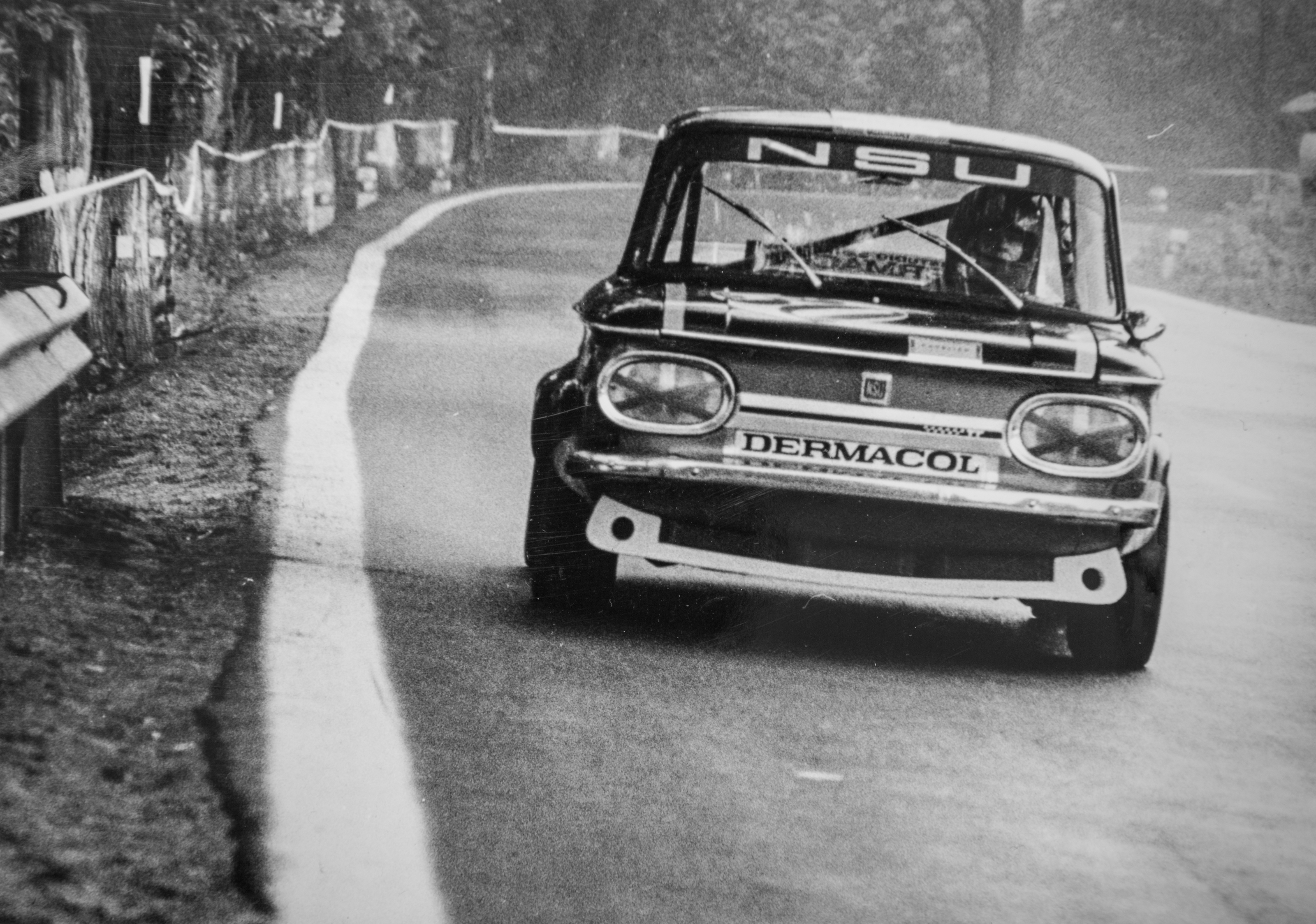
Ecce Homo Šternberk 1974 - Miroslav Adámek (NSU-TT)

V kategorii cestovních vozů působil s tímto automobilem v letech 1970 až 1976. Miroslav Adámek dosáhl v těchto letech výrazných úspěchů ve své objemové třídě při závodech automobilů do vrchu i na okruzích. Soupeřil s jezdci Zdeňkem Vojtěchem, Břetislavem Enge nebo reprezentanty tehdejšího továrního týmu AZNP-Škoda. Právě vyrovnané souboje s těmito konkurenty pozdvihly povědomí o Adámkově závodním talentu.

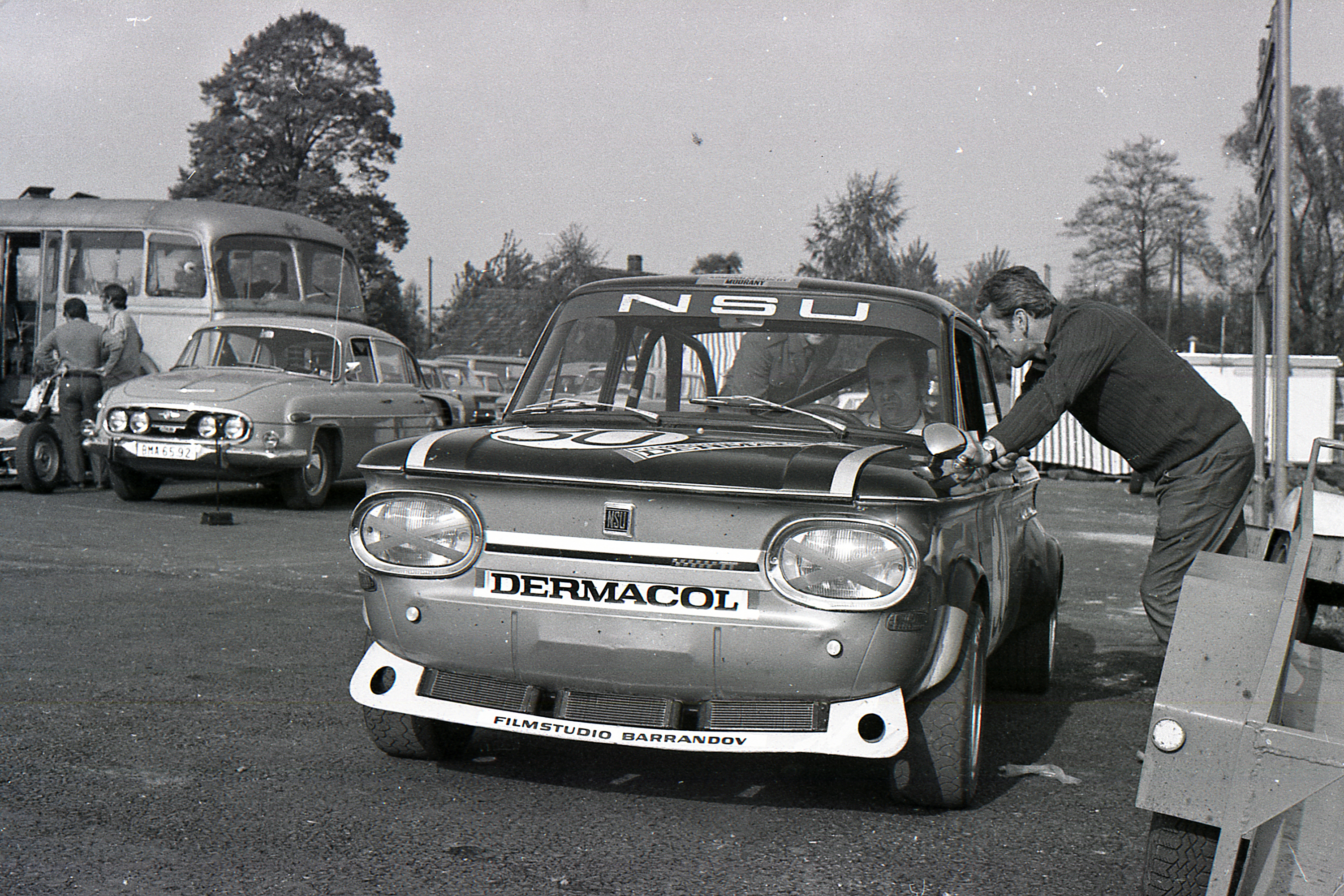
Havířov - Šenov 1974 - Miroslav Adámek (NSU-TT)

V rámci závodů do vrchu se stal v roce 1975 a 1976 mistrem Československa v kategorii A2 do 1300 cm³. V této své závodní éře vyzkoušel i zahraniční závody do vrchu, kterých se účastnil od sezóny 1975. V sezóně 1976 absolvoval již celkem čtyři starty v závodech mistrovství Evropy.

### Přestup do skupiny sportovních prototypů (1977-1982)

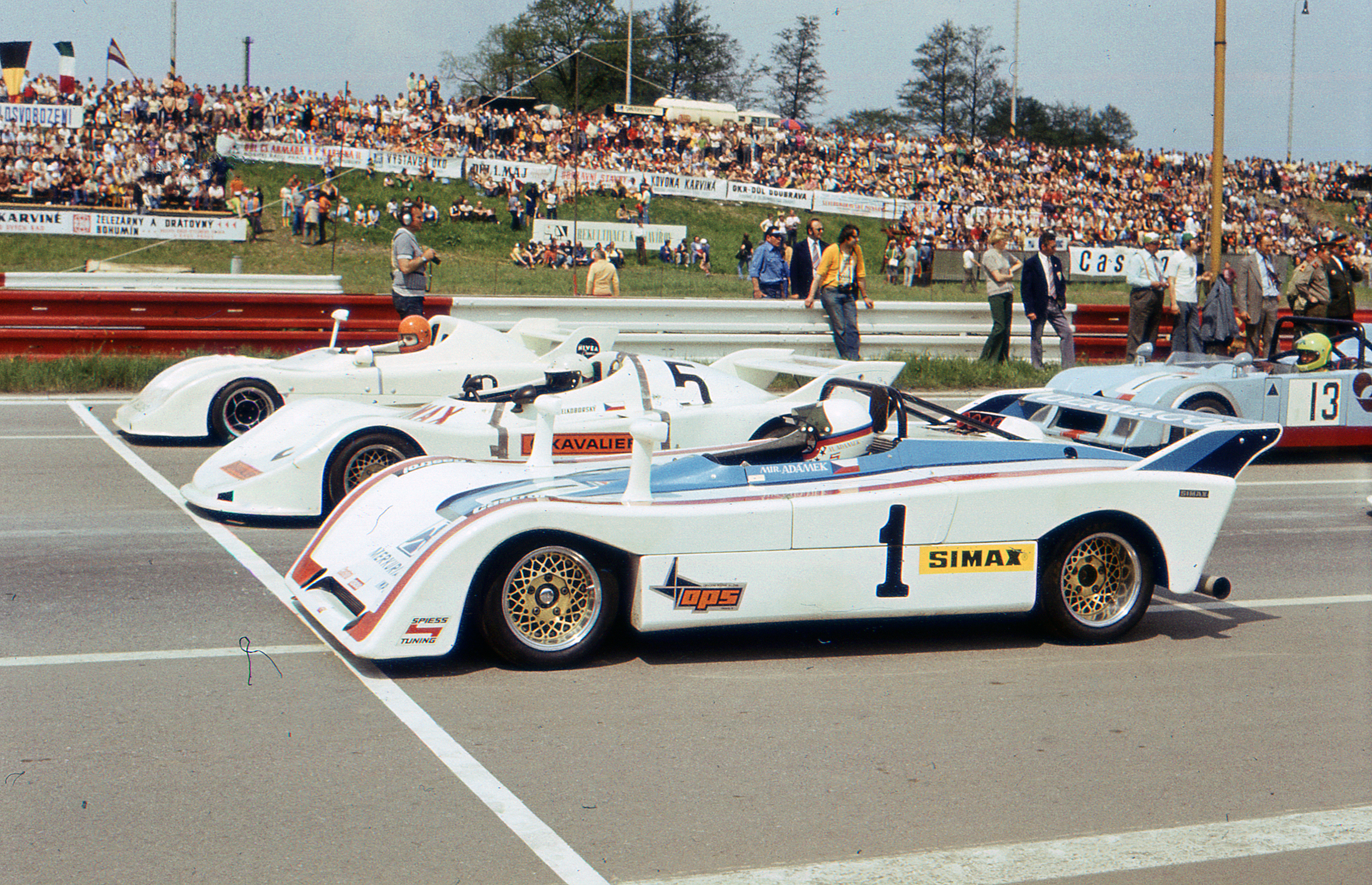
Havířov - Šenov 1978 - Miroslav Adámek (NSU Brixner BS1300)

Od roku 1977 startoval ve skupině 6, tedy skupině určené pro sportovní vozy, kde nastupoval se speciálem NSU-Brixner BS1300. S tímto sportovním prototypem působil v národních mistrovstvích závodů do vrchu i na okruzích, kde získal několik titulů mistra republiky v obou disciplínách a později úspěšně startoval i v závodech automobilů do vrchu v rámci mistrovství Evropy.
V roce 1979 vyhrál svoji objemovou třídu v rámci skupiny 6 v hodnocení evropského šampionátu v závodech automobilů do vrchu. Poslední sezónu odjel se spiderem NSU-Brixner v roce 1982, kdy ho prodal.
Miroslav Adámek si v těchto letech vyzkoušel i ojedinělé starty s formulovými monoposty, ale i s cestovními vozy - mimo jiné i se speciálem Škoda 130RS.

### Okruhové závody v rámci Interserie (1980-1996)

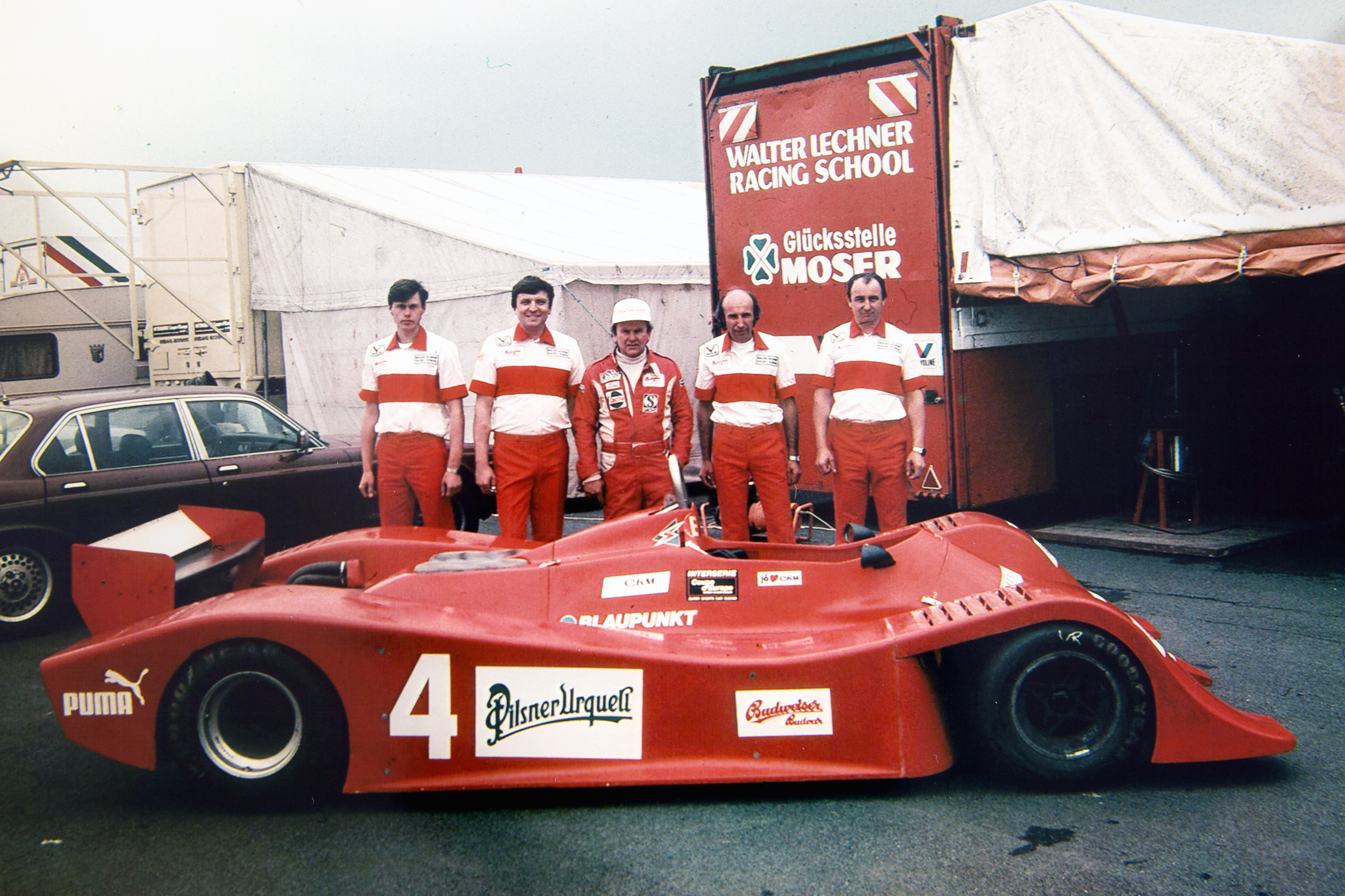
Interserie Wunstorf 1986 - Miroslav Adámek (Williams FW07 Can-Am Cosworth)

Následně Miroslav Adámek směřoval svůj zájem k účasti v okruhové Interserii. V rámci této závodní série určené pro závodní speciály (sportovní prototypy) startoval už s Brixnerem v roce 1980, ale pro dosažení lepších výsledků potřeboval startovat s konkurenceschopnějším vozem.
Možnost konkurenceschopnějších startů mu poskytl pronájem různých speciálů od zahraničních týmů (Gebhardt, Lechner, Hasenbichler, aj.). Působení v těchto týmech v rámci Interserie v divizi I., umožnilo Adámkovi usednout do speciálu skupiny C, Gebhardt JC842 (1984, 1985) nebo do monopostů bývalé formule 1, Williams FW07 Cosworth v úpravě pro Interserii (1986).
Jeden z vrcholů Adámkovy sportovní kariéry byl start v závodě vytrvalostního mistrovství světa v roce 1985 (World Sportscar Championship 1985), kde startoval při závodě 31. International ADAC-1000-km-Rennen und die duschfrisch Trophy v týmu Sachs-Sporting s vozem Gebhardt JC843 ve skupině C2. Závod posádka Günter Gebhardt, Jo Gardtner, Miroslav Adámek nedokončila kvůli poruše na závodním voze.
V roce 1986 překonal národní rychlostní rekord s vozem March 821 Ford CanAm, když dosáhl rychlosti 262,698km/h.
Svých největších úspěchů v seriálu Interserie dosáhl v rámci divize 2, kde startoval se speciálem HSS-March 822 Audi Can-Am v letech 1987-1992. V roce 1987 a 1989 dosáhl shodně na 2. místo v celkovém hodnocení šampionátu v rámci divize 2.

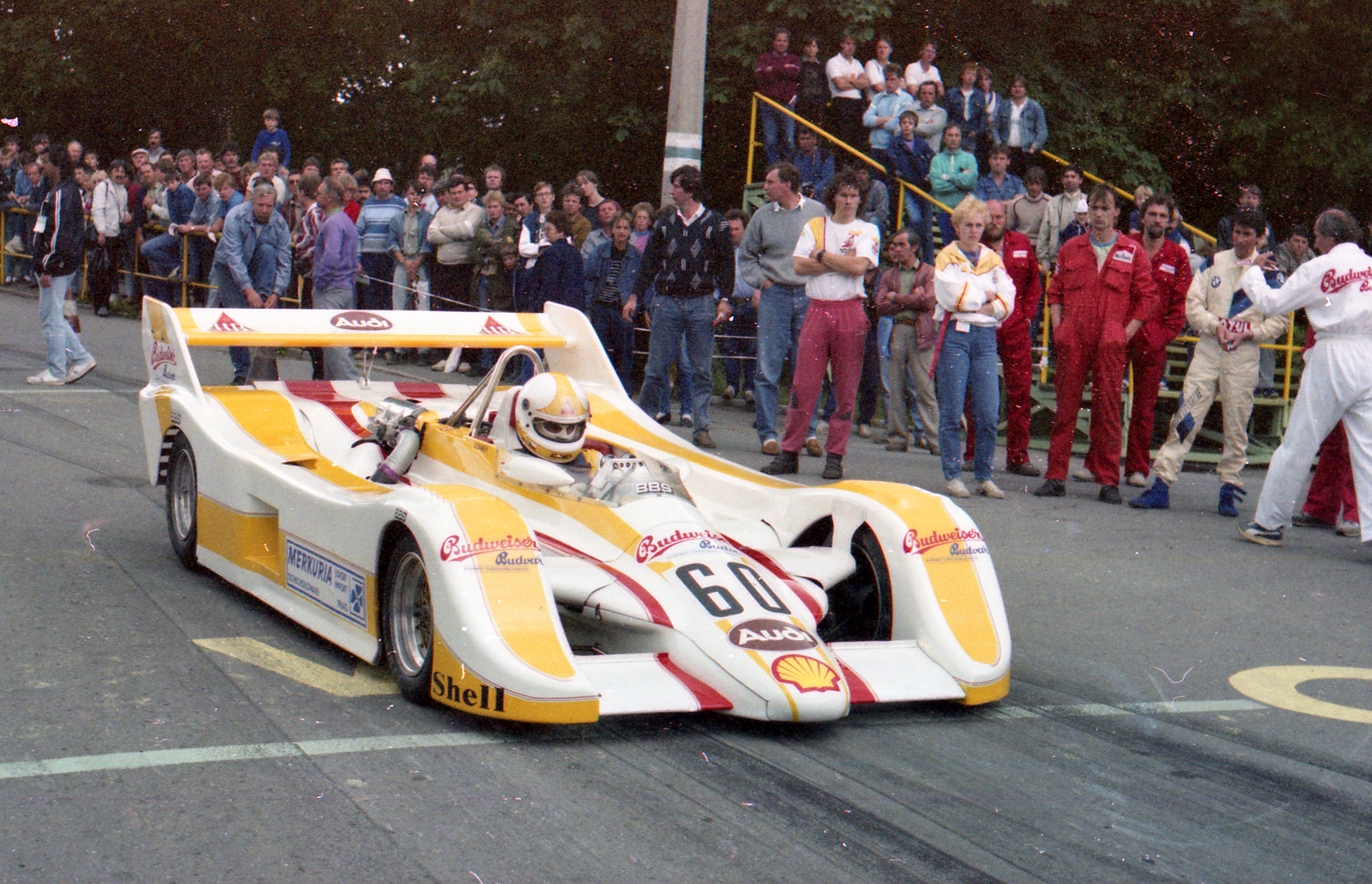
Ecce Homo Šternberk 1990 - Miroslav Adámek (HSS-March 822 Audi CAN-AM)

Mezi lety 1986-1990 se Adámkovi podařilo zajistit i několik startů v závodech do vrchu s vozy, se kterými startoval v Interserii. Nezapomenutelnými se staly jeho účasti při závodech na české trati Ecce Homo ve Šternberku, kde dokázal v roce 1990 překonat absolutní traťový rekord a získat absolutní vítězství v závodě. Tento dosažený výsledek zařadil ve své kariéře mezi vůbec své největší závodní úspěchy.
Po roce 1992 postupně utlumil svoji závodní činnost ve prospěch svého podnikání.

### Pohárové okruhové závody v rámci českého mistrovství (1995-1999)
Pro návrat do českých okruhových závodů se Miroslav Adámek rozhodl v rámci pohárových závodů, nejdříve v rámci Ford Fiesta Cupu následně Škoda Pick-Up Freestyle a v letech 1997-1999 soutěžil ve Škoda Octavia Cupu.

### Působení v kategorii historických automobilů (2005-2018)
Od roku 2005 se vrátil na závodní tratě na post závodního jezdce s vozem NSU TT Prinz. Pravidelně se účastnil závodů historických vozů do vrchu, kde působil v českém mistrovství s občasnými starty na zahraničních závodech. Následně se účastnil i šampionátu pro historické automobily v rámci mistrovství Evropy. V roce 2013

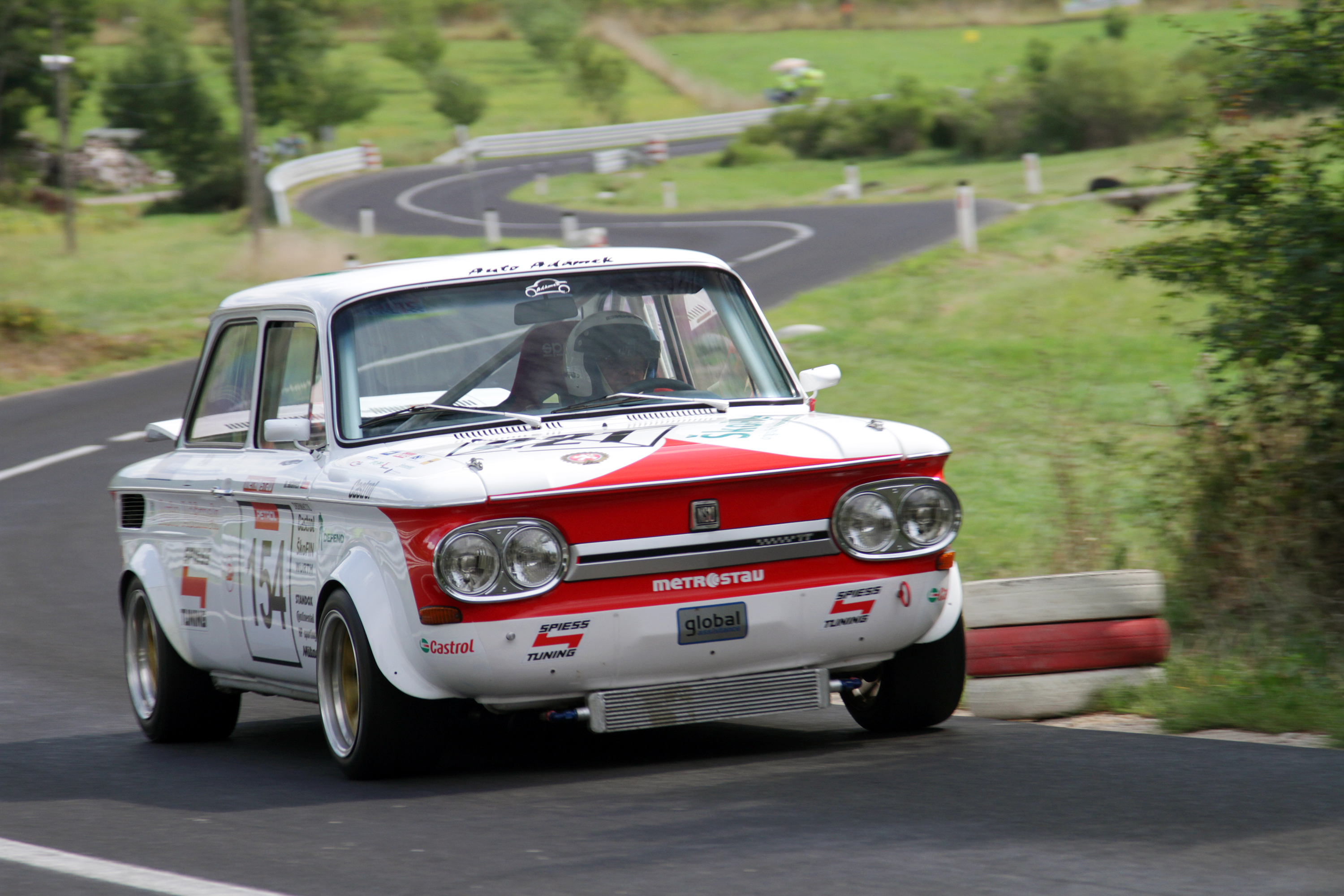
Ilirska Bistrica 2013 - Miroslav Adámek (NSU-TT)

získal v šampionátu FIA Mistrovství Evropy v závodech historických automobilů do vrchu titul mistra Evropy (C2-B3).

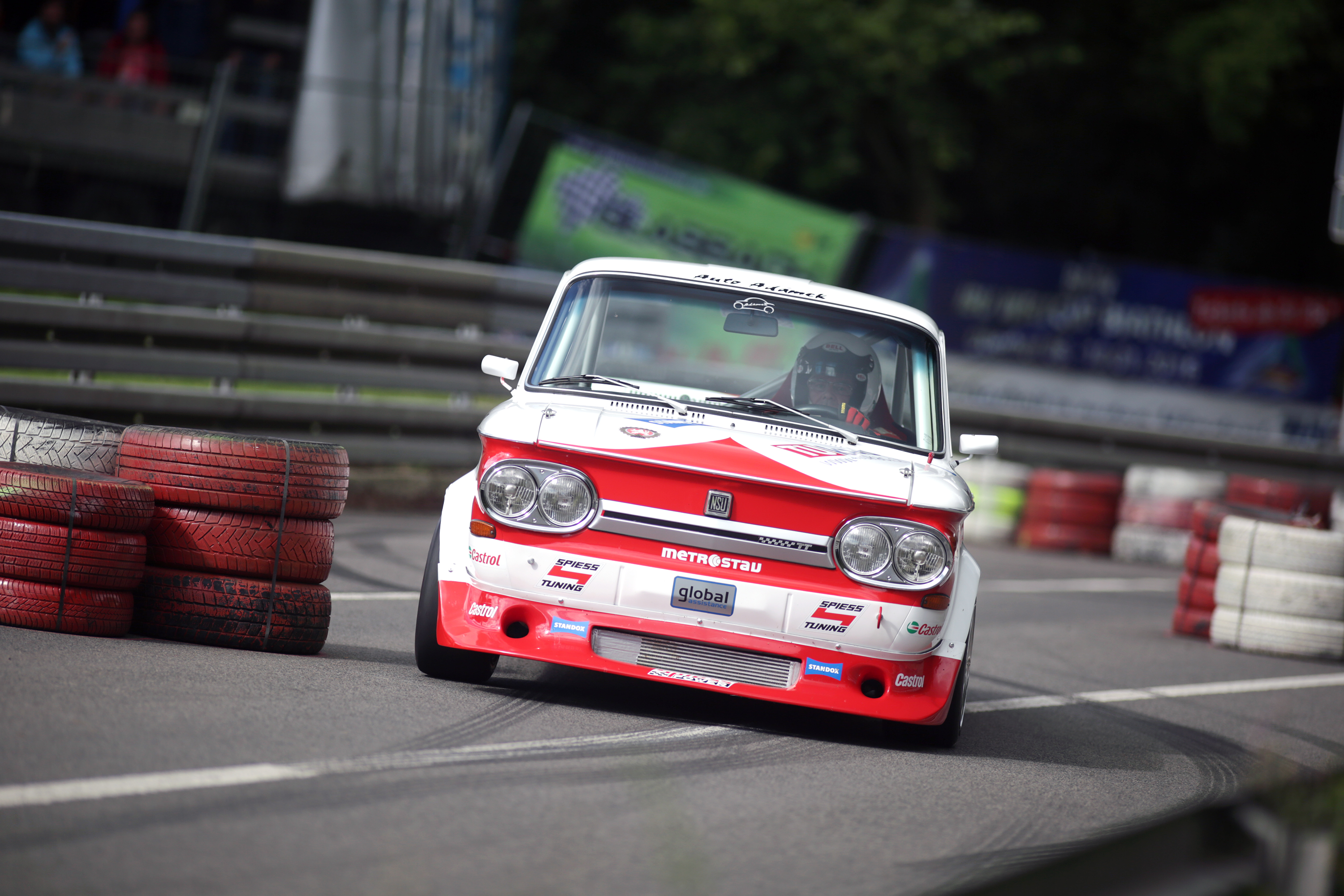
Glasbachrennen 2015 - Miroslav Adámek (NSU-TT)

Svoji závodní činnost oficiálně ukončil v roce 2018.

## Největší úspěchy
- V letech 1978, 1979, 1980 se stal vítězem Československého mistrovství v závodech automobilů na okruzích.[5]
- V letech 1975, 1976, 1978, 1979, 1980, 1981 a 1982 se stal vítězem Československého mistrovství v závodech automobilů do vrchu.[3]
- V Interserii v rámci hodnocení divize II, získal v letech 1987 a 1989 titul vicemistra a v roce 1988 byl ve stejném hodnocení třetí.[5]
- V roce 1990 dokázal absolutně zvítězit v závodě Ecce Homo Šternberk a zároveň tehdy dosáhl historicky nejrychlejšího času v jedné jízdě.[3]
- Mistrem Evropy v závodech historických automobilů do vrchu se stal v roce 2013 s vozem NSU TT.[3]
- V roce 2018 byl členem vítězného týmu (Vladimír Konicar, Jaroslav Mikeš, Josef Michl, Miroslav Adámek, Jindřich Indra, Jiří Kubíček, Petr Tykal), který soutěžil v rámci mistrovství Evropy historických vozidel v závodech do vrchu a díky jejich celosezónním výsledkům se stal celkovým mistrem Evropy v Poháru národů.[17][18]

### Přehled dosažených výsledků v závodní kariéře
| Rok  | Šampionát           | Výsledek | Ocenění                                           | Kategorie      | Skupina | Třída   | Automobil                       |
| ---- | ------------------- | -------- | ------------------------------------------------- | -------------- | ------- | ------- | ------------------------------- |
| 1975 | MČSSR - ZAV         | 1.       | Mistr republiky ZAV 1975 (A2 -1300)               | A2             | -       | do 1300 | NSU TT 1300                     |
| 1976 | MČSSR - ZAV         | 1.       | Mistr republiky ZAV 1976 (A2 -1300)               | A2             | -       | do 1300 | NSU TT 1300                     |
| 1978 | MČSSR - ZAO         | 1.       | Mistr republiky ZAO 1978                          | -              | B6      | -1300   | NSU-Brixner BS1300              |
| 1978 | MČSSR - ZAV         | 1.       | Mistr republiky ZAV 1978                          | -              | B6      | -1300   | NSU-Brixner BS1300              |
| 1979 | MČSSR - ZAO         | 1.       | Mistr republiky ZAO 1979                          | -              | B6      | -1300   | NSU-Brixner BS1300              |
| 1979 | MČSSR - ZAV         | 1.       | Mistr republiky ZAV 1979                          | -              | B6      | -1300   | NSU-Brixner BS1300              |
| 1980 | MČSSR - ZAO         | 1.       | Mistr republiky ZAO 1980                          | -              | B6      | -1300   | NSU-Brixner BS1300              |
| 1980 | MČSSR - ZAV         | 1.       | Mistr republiky ZAV 1980                          | -              | B6      | -1300   | NSU-Brixner BS1300              |
| 1981 | MČSSR - ZAV         | 1.       | Mistr republiky ZAV 1981                          | -              | B6      | -1300   | NSU-Brixner BS1300              |
| 1982 | MČSSR - ZAV         | 1.       | Mistr republiky ZAV 1982                          | Sportovní vozy | -       | -       | NSU-Brixner BS1300              |
| 1987 | Interserie          | 2.       | Vicemistr Interserie divize II.                   | Divize II.     | -       | -       | HSS-March 822 Audi Turbo Can-Am |
| 1988 | Interserie          | 3.       | -                                                 | Divize II.     | -       | -       | HSS-March 822 Audi Turbo Can-Am |
| 1989 | Interserie          | 2.       | Vicemistr Interserie divize II.                   | Divize II.     | -       | -       | HSS-March 822 Audi Turbo Can-Am |
| 1990 | Interserie          | 3.       | -                                                 | Divize II.     | -       | -       | HSS-March 822 Audi Turbo Can-Am |
| 1997 | Škoda Octavia Cup   | 11.      | -                                                 | -              | -       | -       | Škoda Octavia I Cup             |
| 1998 | Škoda Octavia Cup   | 13.      | -                                                 | -              | -       | -       | Škoda Octavia I Cup             |
| 1999 | Škoda Octavia Cup   | 11.      | -                                                 | -              | -       | -       | Škoda Octavia I Cup             |
| 2013 | ME FIA ZAV Historic | 1.       | Mistr Evropy FIA ZAV Historic 2013                | C2             | B3      | -       | NSU TT 1300                     |
| 2018 | ME FIA ZAV Historic | 1.       | Mistr Evropy FIA ZAV Historic 2018 - Pohár národů | C2             | B3      | -       | NSU TT 1300                     |

## Ocenění
- V roce 1980 získal v anketě motoristických novinářů ocenění Zlatý volant za disciplínu závodů na okruzích[19].
- Ocenění Zasloužilý mistr sportu získal Miroslav Adámek v roce 1990.[20]
- V roce 1999 získal v rámci vyhlašování ankety Zlatý volant, Cenu Zdeňka Vojtěcha jako ocenění za celoživotní přínos českému automobilovému sportu.[15]
- Miroslav Adámek je držitelem Zlaté spony Autoklubu ČR, jako ocenění za reprezentaci českého autosportu prostřednictvím zisku titulu mistra Evropy v závodech historických automobilů do vrchu v roce 2013.[21]
- Ocenění "Legenda autosportu" získal v roce 2022 v rámci výstavy Racing Expo v Praze.[22]
- V roce 2023 byl na setkání jezdců zvolen osobnostmi ze závodního prostředí nejlepším vrchařem ČSSR.[23]